# Етиен Леви
Етиен Херцел Леви е български певец, музикален педагог и политик от еврейски произход.

## Биография
Роден е на 3 юли 1957 г. в София. От 7-годишна възраст свири на пиано. През 1977 г. завършва Софийското музикално училище „Любомир Пипков“ със специалност Пиано. През 1981 г. завършва Българската държавна консерватория със специалност Естрадно пеене и втора специалност – Пиано.
От 1983 г. е солист на вокална група „Трик“.
Оттам нататък идват много песни, писани от композитори като Зорница Попова, Тончо Русев, Мария Ганева, Найден Андреев и др.
Участвал е в многобройни забавни програми, концерти, телевизионни снимки, радиопредавания и интервюта, шоу ревю спектакли, няколко мюзикъла за първия експериментален естрадно–сатиричен вариететен театър в Габрово.
През 1991 г. завършва задочно висшето си образование в НМА със степен „магистър“, същата степен му е присъдена от Министерството на образованието и културата в Йерусалим, Израел.
През 1992 г. печели няколко конкурса за получаване на роли в известния мюзикъл на Андрю Лойд Уебър – „Йосиф с невероятната риза на райета“.
През 1994 г. възобновява Шоу „Трик“.
Следват участия в Шоу „Невада“, Шоу „Такси“ и шоуто на Тодор Колев – „Как ще ги стигнем... с Тодор Колев“, с децата от групата за синхронно пеене „Жестим“ при училището за глухонеми в София.
През 1997 г. създава дуета „Етиен и Нели“.
Има дует с Маргарита Хранова – „Не зная как се случи“, записан в албума ѝ „Марги и приятели“ от 1999 г.
От 1998 г. е преподавател в НМА, а от 2000 г. – хоноруван преподавател в НБУ. От 2001 г. – хоноруван преподавател по пеене в СУ „Климент Охридски“. От февруари 2006 г. е щатен преподавател към департамент „Музика“ в НБУ. На 26 октомври 2005 г. получава хабилитационно звание „доцент“ (с документ от Висшата атестационна комисия към Министерски съвет от 17 януари 2006 г.).
През 2001 – 2004 г. е завеждащ културата на еврейската общност в България. От 2002 г. е член на Обществения съвет за култура и традиция и етноинтеграция към Министерството на културата.
През 2007 г. е консултант на българската версия на международния музикален певчески формат Music Idol 1, а в следващите две издания през 2008 и 2009 г. е вокален педагог на участниците. През септември 2009 г. е участник в българското издание на международния формат за танци Dancing Stars 2. През 2011 г. е вокалният педагог на българското издание на международния музикален формат X Factor.
През 2011 и 2012 г. води уъркшоп по поп, рок и джаз пеене към школите „МОНТФИЗ“, проведени в Шумен и Созопол.
От 6 март 2013 г. е вокален педагог на формата „Като две капки вода“.
През 2013 г. участва в предаването „Музикална академия“ по TV 7.
През 2020 г. участва в музикалното предаване на Нова телевизия „Маскираният певец“ като гост-участник в ролята на Шотландеца.
През декември 2023 г. получава званието „почетен професор“ от НБУ.
През юни 2024 е избран за народен представител от партия „Величие“. Месец преди това е проверен като кандидат за депутат и разкрит от Комисията по досиетата като агент на Държавна сигурност с псевдоним „Панайотов“.

## Признание и награди
- 1983 – Младежки конкурс – III награда.
- 1984 – „Песни за хората и морето“ (Рощок) – II награда.
- 1985 – конкурс на радио–телевизионните компании (конкурс на Евровизия за изпълнители), гр. Кноке, Белгия – III награда.[12]
- 1986 – I награда на конкурса „Мелодия на годината“ и специалната награда на Съюза на музикалните дейци в България.
- 1987 – на конкурса „Мелодия на годината“ – наградата на гр. Велико Търново.
- 1998 – на „Златният Орфей“ в конкурса за авторска песен „Приказен свят“ е отличен с II награда.
- 1999 – на 30-ия юбилеен пролетен радио-конкурс песента „Поглед към мама“ е отличен с I награда.
- 2008 – III награда на конкурса „Кръстопът на музите“ в София.
- 2010 – номинация на Организация на евреите в България „Шалом“ – годишна награда „Шофар“ за утвърждаване на еврейската култура и ценности.

## Участие в журита
- През 2002 – 2004 г. е член на жури на Международния конкурс за поп изпълнители „Сарандев“, Добрич, където води майсторски клас и изнася рецитали.
- Ежегодно е председател на жури на конкурса за млади поп изпълнители „Северно сияние“, Русе.
- От 2003 г. до този момент е председател на жури на международния конкурс „Малки звездички“, Златни пясъци.
- През 2005/2006 г. е член и председател на международно жури на конкурса „Короната на Търновград“, Велико Търново.
- През 2006 г. месец март е член на международно жури на конкурса „Маленкие звездочки“, Санкт Петербург, Русия.
- През 2006 г. е член на международно жури на конкурса „Каунас талант“, Литва.
- От 2005 г. е член на жури на конкурса „Звездици за Лора“, Свищов.[13]
- През 2008 г. е жури на предварителната комисия за селекция на песен за конкурса „Евровизия“.
- През 2009 г. е председател на конкурса „София пее“.
- От 2010 г. е член на Академия Балканика.

## Дискография
- Има издадени две дългосвирещи плочи – „Трик – I“ и „Шесто чувство“, както и две малки плочи.

## Личен живот
Има син (Ноел) и дъщеря (Емануела), както и трима внуци.